# Pomacentrus azuremaculatus
Pomacentrus azuremaculatus là một loài cá biển thuộc chi Pomacentrus trong họ Cá thia. Loài này được mô tả lần đầu tiên vào năm 1991.

## Từ nguyên
Từ định danh azuremaculatus được ghép bởi hai âm tiết trong tiếng Latinh: azure ("xanh dương") và maculatus ("lốm đốm"), hàm ý đề cập đến các chấm màu xanh óng nổi bật trên đầu và phía trước của lưng ở loài cá này.

## Phạm vi phân bố và môi trường sống
P. azuremaculatus được ghi nhận ở vùng biển ngoài khơi tỉnh Phuket và quần đảo Similan (Thái Lan), cũng như tại quần đảo Seribu (Indonesia). P. azuremaculatus sống tập trung gần những rạn san hô viền bờ ở độ sâu khoảng từ 5 đến 30 m.

## Mô tả
Chiều dài lớn nhất được ghi nhận ở P. azuremaculatus là 12 cm.
Số gai ở vây lưng: 13; Số tia vây ở vây lưng: 14–15; Số gai ở vây hậu môn: 2; Số tia vây ở vây hậu môn: 14–15; Số gai ở vây bụng: 1; Số tia vây ở vây bụng: 5.

## Sinh thái học
Thức ăn của P. azuremaculatus bao gồm tảo và các loài động vật phù du. Cá đực có tập tính bảo vệ và chăm sóc trứng.